# Tonka Tanka
Tonka Tanka fue un programa de televisión chileno, transmitido por Canal 13 con motivo de la Copa Mundial de Fútbol de 2010, conducido por Tonka Tomicic acompañada de Bombo Fica y Daniel Alcaíno como Peter Veneno desde Sudáfrica.

## Antecedentes
Después del fracaso del programa El hormiguero, Canal 13 decide darle un nuevo proyecto a Tonka Tomicic, luego de su buena evaluación en la conducción de La movida del Festival.
El espacio, transmitido durante los días de la Copa Mundial de Sudáfrica, iba a llamarse en primera instancia El sueño de todos, sin embargo al cabo de los meses alcanzó el nombre definitivo: Tonka Tanka. Se estrenó el 7 de junio de 2010, y se transmitía tres veces por semana.
Además de Tomicic, también participaba el exitoso humorista Bombo Fica en el estudio, y desde Sudáfrica Daniel Alcaíno encarnando a su personaje Peter Veneno.
A última hora, y para intentar parar el desplome del rating, se confirmó la presencia del exseleccionado nacional y comentarista deportivo Eduardo Bonvallet para comentar los partidos de La Roja.

## Historial
| nº | Fecha               | Invitados |
| -- | ------------------- | --- |
| 1  | 7 de junio de 2010  | Catherine Fulop Leo Rey Maura Rivera                                                                                      |
| 2  | 9 de junio de 2010  | Mey Santamaría Nelson Tapia                                                                                               |
| 3  | 11 de junio de 2010 | Cecilia Bonelli Celine Reymond Nelson Ávila Paul "Flaco" Vásquez                                                          |
| 4  | 14 de junio de 2010 | Soledad Bacarreza Benjamín Vicuña Francisco Vidal                                                                         |
| 5  | 16 de junio de 2010 | Marcelo Vega Paulina Nin de Cardona Mauricio Pinilla                                                                      |
| 6  | 18 de junio de 2010 | Nicole Perrot Horacio de la Peña Juan Jose Gurruchaga Marcelo Zunino Renata Bravo Juan Carlos "Palta" Meléndez            |
| 7  | 21 de junio de 2010 | Ignacia Allamand Francisco "Chaleco" López Carolina Arregui Mayte Rodríguez Américo                                       |
| 8  | 23 de junio de 2010 | Peter Cetera Javier Miranda Savka Pollak Marco Enríquez-Ominami Julio Videla Teresita Reyes Lola Melnick D-Niss Schuster  |
| 9  | 25 de junio de 2010 | Miguel Piñera Fernando Alarcón Sergio Lagos                                                                               |
| 10 | 28 de junio de 2010 | Sonia Fried Willy Sabor Soledad Onetto Antonella Ríos Carolina "Pampita" Ardohaín Ignacio Garmendia Juan José Gurruchaga  |
| 11 | 30 de junio de 2010 | Juan Antonio Labra Catalina Pulido Cristina Tocco Jeannette Moenne-Loccoz Tomás González Javiera Acevedo Daniela Aránguiz |
| 12 | 2 de julio de 2010  | Waldo Ponce Mauricio Isla Mauricio Pinilla Lily Pérez Cristián Campos Janis Pope                                          |
| 13 | 5 de julio de 2010  | Yamna Lobos José Alfredo Fuentes Diana Bolocco Evelyn Matthei Paul "Flaco" Vásquez                                        |
| 14 | 7 de julio de 2010  | Jeannette Moenne-Loccoz Álvaro Escobar Alessandra Guerzoni Paulo Brunetti                                                 |
| 15 | 12 de julio de 2010 | Benjamín Vicuña Juan Falcón Paulina Nin de Cardona Eli de Caso Fernanda Hansen                                            |

## Batalla Mundialera
Aún con solo 2 días compitiendo de manera directa con La barra del Mundial en TVN y Tonka Tanka de Canal 13, no han logrado cautivar a una audiencia más bien esquiva que ha preferido la competencia, de programas no mundialeros de CHV.
Esto ha mermado bastante los promedios generales de los programas mundialeros, incluso llevando al estelar de TVN a promedios bajo los 10 puntos, bastante inusual para la estación estatal. En el caso del canal católico no es inusual ya que en los últimos meses mantienen promedios bastante bajos en el horario estelar.